# Filip Polášek
Filip Polášek (* 21. Juli 1985 in Zvolen, Tschechoslowakei) ist ein ehemaliger slowakischer Tennisspieler.

## Karriere
Der Rechtshänder begann 2005 seine professionelle Karriere auf der ATP World Tour und konnte in Doppelkonkurrenzen 13 Titel erringen sowie weitere 15 Finals erreichen. Seine höchsten Platzierungen in der Weltrangliste erreichte Polášek im Einzel mit Platz 555 im November 2007 und Rang 7 im Doppel im Februar 2020. Nachdem er 2013 seine Karriere zeitweilig beendete, spielt er von 2018 bis 2022 nochmals Turniere im Doppel.

## Erfolge
| Legende (Anzahl der Siege)                           |
| Grand Slam (1)                                       |
| Tennis Masters Cup ATP World Tour Finals             |
| ATP Masters Series ATP World Tour Masters 1000 (2)   |
| ATP International Series Gold ATP World Tour 500 (1) |
| ATP International Series ATP World Tour 250 (13)     |
| ATP Challenger Tour (16)                             |

| ATP-Titel nach Belag |
| Hartplatz (9)        |
| Sand (8)             |
| Rasen (0)            |

### Doppel

#### Turniersiege

##### ATP World Tour
| Nr. | Datum            | Turnier         | Belag         | Partner           | Finalgegner                           | Ergebnis          |
| --- | ---------------- | --------------- | ------------- | ----------------- | ------------------------------------- | ----------------- |
| 1.  | 14. Juli 2008    | Gstaad (1)      | Sand          | Jaroslav Levinský | Stéphane Bohli Stan Wawrinka          | 3:6, 6:2, [11:9]  |
| 2.  | 26. Oktober 2008 | St. Petersburg  | Hartplatz (i) | Travis Parrott    | Rohan Bopanna Maks Mirny              | 3:6, 7:64, [10:8] |
| 3.  | 19. Juli 2009    | Båstad          | Sand          | Jaroslav Levinský | Robert Lindstedt Robin Söderling      | 1:6, 6:3, [10:7]  |
| 4.  | 1. August 2010   | Umag            | Sand          | Leoš Friedl       | František Čermák Michal Mertiňák      | 6:3, 7:67         |
| 5.  | 1. Mai 2011      | Belgrad         | Sand          | František Čermák  | Oliver Marach Alexander Peya          | 7:5, 6:2          |
| 6.  | 31. Juli 2011    | Gstaad (2)      | Sand          | František Čermák  | Christopher Kas Alexander Peya        | 6:3, 7:67         |
| 7.  | 23. Oktober 2011 | Moskau          | Hartplatz (i) | František Čermák  | Carlos Berlocq David Marrero          | 6:3, 6:1          |
| 8.  | 6. Januar 2012   | Doha            | Hartplatz     | Lukáš Rosol       | Christopher Kas Philipp Kohlschreiber | 6:3, 6:4          |
| 9.  | 6. Mai 2012      | München         | Sand          | František Čermák  | Xavier Malisse Dick Norman            | 6:4, 7:5          |
| 10. | 10. Februar 2013 | Zagreb          | Hartplatz (i) | Julian Knowle     | Ivan Dodig Mate Pavić                 | 6:3, 6:3          |
| 11. | 14. April 2013   | Casablanca      | Sand          | Julian Knowle     | Christopher Kas Dustin Brown          | 6:3, 6:2          |
| 12. | 3. August 2019   | Kitzbühel       | Sand          | Philipp Oswald    | Sander Gillé Joran Vliegen            | 6:4, 6:4          |
| 13. | 18. August 2019  | Cincinnati      | Hartplatz     | Ivan Dodig        | Juan Sebastián Cabal Robert Farah     | 4:6, 6:4, [10:6]  |
| 14. | 5. Oktober 2019  | Peking          | Hartplatz     | Ivan Dodig        | Łukasz Kubot Marcelo Melo             | 6:3, 7:64         |
| 15. | 21. Februar 2021 | Australian Open | Hartplatz     | Ivan Dodig        | Rajeev Ram Joe Salisbury              | 6:3, 6:4          |
| 16. | 16. Oktober 2021 | Indian Wells    | Hartplatz     | John Peers        | Aslan Karazew Andrei Rubljow          | 6:3, 7:65         |
| 17. | 15. Januar 2022  | Sydney          | Hartplatz     | John Peers        | Simone Bolelli Fabio Fognini          | 7:5, 7:5          |

##### ATP Challenger Tour
| Nr. | Datum              | Turnier         | Belag         | Partner            | Finalgegner                           | Ergebnis          |
| --- | ------------------ | --------------- | ------------- | ------------------ | ------------------------------------- | ----------------- |
| 1.  | 26. November 2005  | Prag            | Teppich (i)   | Serhij Stachowskyj | James Auckland Jasper Smit            | 6:3, 3:6, 7:65    |
| 2.  | 15. Juni 2007      | Košice          | Sand          | Lukáš Rosol        | Leonardo Azzaro Flavio Cipolla        | 6:1, 7:65         |
| 3.  | 14. Juli 2007      | Oberstaufen     | Sand          | Igor Zelenay       | Peter Gojowczyk Marc Sieber           | 7:5, 7:5          |
| 4.  | 29. September 2007 | Trnava          | Sand          | Igor Zelenay       | Diego Junqueira Rubén Ramírez Hidalgo | 6:1, 6:4          |
| 5.  | 6. Oktober 2007    | Mons (1)        | Hartplatz (i) | Tomasz Bednarek    | Philipp Petzschner Alexander Peya     | 6:2, 5:7, [10:8]  |
| 6.  | 22. März 2008      | San Luis Potosí | Sand          | Travis Parrott     | Jean-Julien Rojer Márcio Torres       | 6:2, 6:1          |
| 7.  | 30. März 2008      | León            | Hartplatz     | Travis Parrott     | Brendan Evans Alex Kuznetsov          | 6:4, 6:1          |
| 8.  | 20. März 2010      | Sunrise         | Hartplatz     | Martin Damm        | Lukáš Dlouhý Leander Paes             | 4:6, 6:1, [13:11] |
| 9.  | 9. Oktober 2010    | Mons (2)        | Hartplatz (i) | Igor Zelenay       | Ruben Bemelmans Yannick Mertens       | 3:6, 6:4, [10:5]  |
| 10. | 15. September 2018 | Stettin         | Sand          | Karol Drzewiecki   | Guido Andreozzi Guillermo Durán       | 6:3, 6:4          |
| 11. | 10. Februar 2019   | Budapest        | Hartplatz (i) | Kevin Krawietz     | Filippo Baldi Luca Margaroli          | 7:5, 7:65         |
| 12. | 4. Mai 2019        | Ostrava         | Sand          | Luca Margaroli     | Thiemo de Bakker Tallon Griekspoor    | 6:4, 2:6, [10:8]  |
| 13. | 11. Mai 2019       | Rom II          | Sand          | Philipp Oswald     | Nikola Čačić Adam Pavlásek            | kampflos          |
| 14. | 18. Mai 2019       | Lissabon        | Sand          | Philipp Oswald     | Guido Andreozzi Guillermo Durán       | 7:5, 6:2          |
| 15. | 7. Juni 2019       | Prostějov       | Sand          | Philipp Oswald     | Jiří Lehečka Jiří Veselý              | 6:4, 7:64         |
| 16. | 15. Juni 2019      | Lyon            | Sand          | Philipp Oswald     | Simone Bolelli Andrea Pellegrino      | 6:4, 7:62         |

#### Finalteilnahmen
| Nr. | Datum            | Turnier      | Belag         | Partner           | Finalgegner                           | Ergebnis          |
| --- | ---------------- | ------------ | ------------- | ----------------- | ------------------------------------- | ----------------- |
| 1.  | 21. April 2008   | Valencia     | Sand          | Travis Parrott    | Máximo González Juan Mónaco           | 5:7, 5:7          |
| 2.  | 23. Februar 2009 | Memphis      | Hartplatz     | Travis Parrott    | Mardy Fish Mark Knowles               | 6:77, 1:6         |
| 3.  | 21. Juni 2009    | Eastbourne   | Rasen         | Travis Parrott    | Mariusz Fyrstenberg Marcin Matkowski  | 4:6, 4:6          |
| 4.  | 27. Juli 2009    | Hamburg (1)  | Sand          | Marcelo Melo      | Simon Aspelin Paul Hanley             | 6:3, 6:3          |
| 5.  | 2. August 2009   | Gstaad (1)   | Sand          | Jaroslav Levinský | Marco Chiudinelli Michael Lammer      | 4:6, 4:6          |
| 6.  | 13. Juni 2010    | Halle        | Rasen         | Martin Damm       | Serhij Stachowskyj Michail Juschny    | 6:4, 5:7, [7:10]  |
| 7.  | 24. Juli 2011    | Hamburg (2)  | Sand          | František Čermák  | Oliver Marach Alexander Peya          | 4:6, 1:6          |
| 8.  | 2. Oktober 2011  | Kuala Lumpur | Hartplatz (i) | František Čermák  | Eric Butorac Jean-Julien Rojer        | 1:6, 3:6          |
| 9.  | 9. Oktober 2011  | Tokio        | Hartplatz     | František Čermák  | Andy Murray Jamie Murray              | 1:6, 4:6          |
| 10. | 14. Januar 2012  | Auckland     | Hartplatz     | František Čermák  | Oliver Marach Alexander Peya          | 3:6, 2:6          |
| 11. | 26. Mai 2012     | Nizza        | Sand          | Oliver Marach     | Bob Bryan Mike Bryan                  | 6:75, 3:6         |
| 12. | 21. Oktober 2012 | Wien         | Hartplatz (i) | Julian Knowle     | Andre Begemann Martin Emmrich         | 4:6, 6:3, [4:10]  |
| 13. | 4. Januar 2013   | Doha         | Hartplatz     | Julian Knowle     | Christopher Kas Philipp Kohlschreiber | 5:7, 4:6          |
| 14. | 29. Juni 2019    | Antalya      | Rasen         | Ivan Dodig        | Jonathan Erlich Artem Sitak           | 3:6, 4:6          |
| 15. | 28. Juli 2019    | Gstaad (2)   | Sand          | Philipp Oswald    | Sander Gillé Joran Vliegen            | 4:6, 3:6          |
| 16. | 18. Januar 2020  | Adelaide     | Hartplatz     | Ivan Dodig        | Máximo González Fabrice Martin        | 6:712, 3:6        |
| 17. | 12. Januar 2021  | Antalya      | Hartplatz     | Ivan Dodig        | Nikola Mektić Mate Pavić              | 2:6, 4:6          |
| 18. | 3. Oktober 2021  | San Diego    | Hartplatz     | John Peers        | Joe Salisbury Neal Skupski            | 6:72, 6:3, [5:10] |